# Albatros Dr.I
L'Albatros Dr.I fu un caccia triplano monoposto sviluppato dall'azienda tedesco imperiale Albatros Flugzeugwerke GmbH nei tardi anni dieci del XX secolo e rimasto allo stadio di prototipo.
Realizzato essenzialmente come laboratorio volante per testare le prestazioni di un velivolo a velatura triplana, disattese le aspettative riposte dall'azienda ed il modello non venne avviato alla produzione in serie.

## Storia del progetto
Durante lo svolgimento della prima guerra mondiale l'Idflieg, l'organismo militare che sovraintendeva all'aviazione del Deutsches Heer, l'esercito imperiale tedesco, ritenne necessario sperimentare nuove tecnologie da applicare ai modelli da caccia in dotazione alla Luftstreitkräfte al fine di ottenere una supremazia nei confronti dell'aviazione nemica. Dal novembre 1916 nella britannica Royal Naval Air Service, la componente aerea della Royal Navy, entrò in servizio il Sopwith Triplane, un caccia che grazie alla particolare configurazione alare si dimostrò superiore agli aerei tedeschi allora in servizio.
Al fine di riequilibrare le forze in campo l'Idflieg emise una specifica per la fornitura di un nuovo modello a velatura triplana, identificata come Dr Typ (dal tedesco Dreidecker, triplano), che nelle aspettative doveva risultare più maneggevole e dotato di maggiore velocità di salita, invitando le aziende aeronautiche nazionali a costruire un prototipo da utilizzare in prove comparative.
Tra le aziende che risposero all'appello vi fu anche l'Albatros che avviò lo sviluppo del nuovo modello, identificato dall'azienda come L 36, abbinando la cellula di un D.V ad una nuova velatura triplana caratterizzata dalle singole ali della medesima apertura tutte dotate di alettoni e collegate tra loro da una singola coppia di montanti per lato (e per ala).
Il prototipo venne portato in volo per la prima volta nell'estate del 1917 ed affiancato nelle prove di volo da un D.V biplano. Le prestazioni tuttavia risultarono equivalenti e l'azienda non ritenne di lavorare ulteriormente al modello e ne abbandonò lo sviluppo.

## Tecnica
L'Albatros Dr.I conservava l'aspetto generale, tranne per la velatura, dei simili modelli prodotti nello stesso periodo dalle altre aziende: triplano, monomotore monoposto con carrello fisso.
La fusoliera, realizzata con struttura in tubi d'acciaio saldati e ricoperta di tela verniciata, era caratterizzata dal singolo abitacolo aperto destinato al pilota. Posteriormente terminava in un impennaggio classico monoderiva dotato di un unico piano orizzontale arretrato.
La configurazione alare era triplana con ala superiore, media ed inferiore di ugual misura collegate tra loro da una coppia di montanti per lato ed integrati da tiranti in cavetto d'acciaio.
Il carrello d'atterraggio era fisso, molto semplice, montato su una struttura tubolare al di sotto della fusoliera, dotato di ruote di grande diametro collegate da un asse rigido ed integrato posteriormente con un pattino d'appoggio.
La propulsione era affidata ad un motore Mercedes D.III, un 6 cilindri in linea con raffreddamento a liquido, capace di erogare una potenza pari a 160 PS (118 kW), posizionato all'apice anteriore della fusoliera racchiuso da un cofano metallico ed abbinato ad un'elica bipala in legno a passo fisso.
L'armamento consisteva in due mitragliatrici LMG 08/15 calibro 7,92 mm poste davanti all'abitacolo, abbinate ad un dispositivo di sincronizzazione che consentiva di sparare senza conseguenze attraverso il disco dell'elica.

## Utilizzatori
Germania
- Luftstreitkräfte (previsto)